# Инчон
Инчон (кор. 인천광역시) је лучки град Жутог мора на западној обали Јужне Кореје. Налази се у провинцији Кјонги, али јој сам не припада, већ од 1. јула 1981. има статус аутономног града. Инчон је удаљен 28 километара западно од главног града Јужне Кореје Сеула. Са преко 2.500.000 становника то је, после Сеула и Бусана, трећи највећи град земље.
Мреже подземне железнице Сеула и Инчона су повезане. Ова два града de facto представљају јединствен град. Скоро сви интерконтинентални летови у Јужну Кореју слећу на Аеродром Инчон.
Лука у Инчону је отворена 1883. када је ово место имало свега 4700 житеља. У време Корејског рата ту је вођена Битка код Инчона од 15. до 28. септембра 1950.

## Становништво
| 2000.     | 2005.     | 2010.     | 2015.     |
| --------- | --------- | --------- | --------- |
| 2.466.338 | 2.517.680 | 2.632.035 | 2.890.451 |

## Партнерски градови
- Филаделфија
- Владивосток
- Бербанк
- Хајфонг
- Панама
- Тел Авив
- Манила
- Панама
- Чунгкинг
- Енкориџ
- Кобе
- Тјенцин
- Мерида
- Хонолулу
- Венџоу